# Гастон Пари
Брюно̀ Полѐн Гасто̀н Парѝ (на френски: Bruno Paulin Gaston Paris) е френски филолог.
Роден е на 9 август 1839 година в Авене в семейството на филолога Полен Пари. Завършва Националното училище на хартите (École des Chartes), след което е учител по френска граматика. През 1872 година наследява баща си като професор по средновековна френска литература в Колеж дьо Франс, където преподава до края на живота си, а след 1892 година е и негов ръководител. Утвърждава се като един от най-големите специалисти по романска литература на своето време. Член на Френската академия от 1896 г.
Гастон Пари умира на 5 март 1903 година в Кан.